# Conceição do Pará
Conceição do Pará – miasto i gmina w Brazylii, w stanie Minas Gerais. Znajduje się w mezoregionie Oeste de Minas i mikroregionie Divinópolis.